# 澄海区
23°28′N 116°45′E / 23.467°N 116.750°E
澄海区是中华人民共和国广东省汕头市的一个市辖区。位于南海之滨的广东东南部，潮汕平原韩江三角洲的核心地带，广东第二大水系——韩江的主要出海口。西南连汕头市龙湖区，西接潮安区，北临饶平县，东临南海、是广东省著名的侨乡之一，中国重要的玩具生产基地，區政府駐澄华街道文冠路。

## 历史沿革
远古时代，澄海大部分地方还处于大海之中，是一个“海气昏昏水拍天”的海湾，后来才逐渐冲积浮聚成陆。现澄海地域在夏、商、周时属百越之地，秦汉时属南海郡揭阳县地，而龟山建筑遗址的发现则证实澄海在西汉之时汉文化与当地土著文化已经开始融合。有专家认为，龟山建筑遗址可能正是汉朝南海郡（南越国）揭阳县县城的所在地。晋朝时澄海地域属东官郡海阳县。隋、唐时属潮州辖下的义安县（海阳县），宋元丰五年(1082年)澄海分属海阳、揭阳两县。
明嘉靖四十二年正月丁未（1563年2月20日），划海阳县的上外莆、中外莆、下外莆等三都，揭阳县的蓬州、鮀江、鳄浦等三都，饶平县的苏湾都，共7个都置澄海县，县名取“澄靖海氛”之意，治所设于下外莆都之辟望村（今澄海市区）。
澄海县明、清隶属于潮州府，是潮州八邑之一。康熙五年（1666年）迁界，撤县并入海阳县，康熙八年（1669年）复置。咸丰八年（1858年），《天津条约》修定，划澄海县西南部沙汕头为通商口岸。1921年，汕头成立了市政府，与澄海正式分治，澄海县隶属于潮州行政督察专员公署。
1939年6月21日，汕头沦陷；同年7月16日，侵华日军占领澄城。1943年11月16日，日军北上占领澄海苏南、苏北地区，澄海全境沦陷。1949年后，澄海先后隶属于潮梅人民行政委员会、潮汕区行政督察专员公署、潮汕区专员公署、粤东行署、汕头专员公署、汕头专区革命委员会、汕头地区行政公署。1983年12月起，澄海成为汕头市市辖县。1994年4月18日，经国务院批准，撤县设澄海市，由汕头市代管。2003年1月19日，经国务院批准，汕头行政区划调整，澄海将外砂、新溪两镇划分至龙湖区，同时撤市设立澄海区，成为汕头市辖区。2011年5月1日，汕头经济特区范围扩大到汕头全市，澄海也因此成为汕头经济特区的一部分。

## 地理

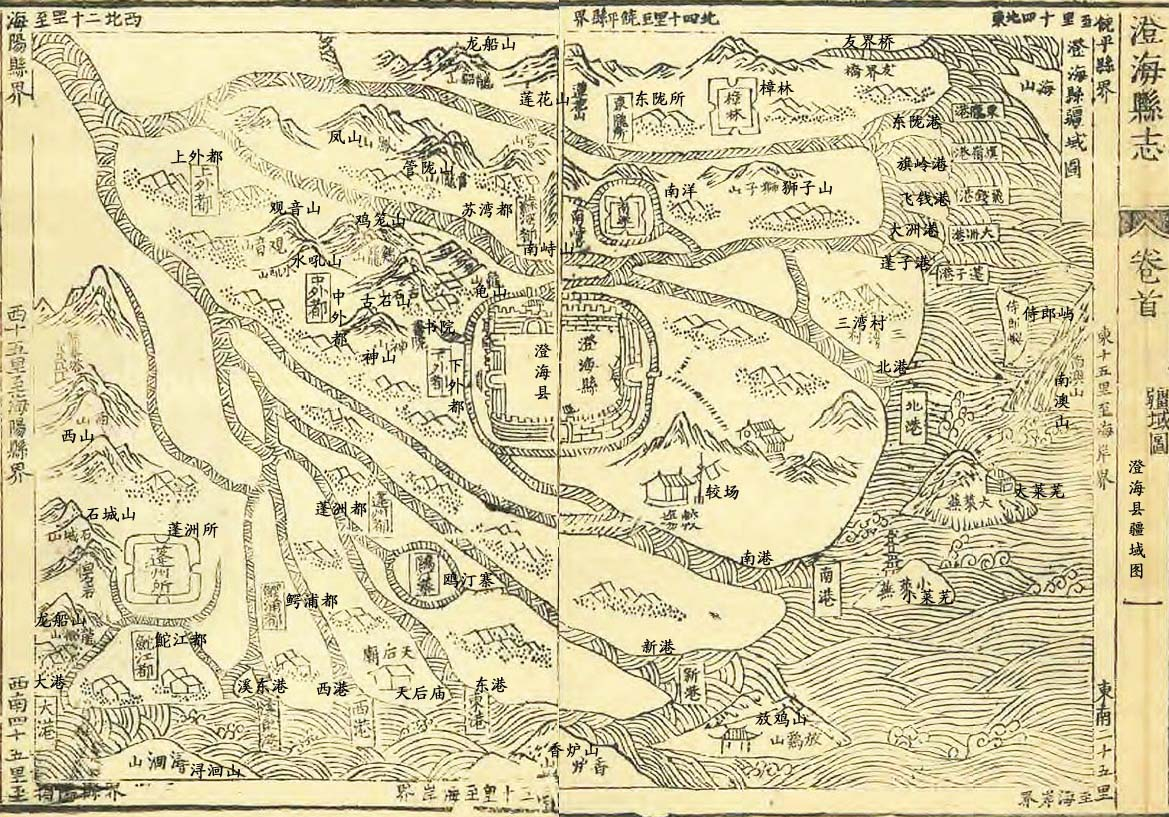
清嘉庆澄海县疆域图

澄海素有“一山一水八分田”的说法，全区总面积345.23平方公里，其中平原289平方公里，约占80％；丘陵坡地42平方公里，约占10％；水域面积占9.6％。
山丘主要有莲花山、南峙山、虎丘山、西陵山等，其中莲花山主峰海拔562米，为全区最高峰，也是汕头市大陆上的最高峰。澄海区为韩江主要入海口，韩江三条支流东里河、莲阳河、外砂河自北往南呈扇形流经全区，注入南海。海岸线长达66.9公里，浅海滩涂总面积为121.33平方公里。

## 行政区划
澄海区现辖3个街道、8个镇：
凤翔街道、广益街道、澄华街道、上华镇、隆都镇、莲下镇、莲上镇、溪南镇、东里镇、盐鸿镇和莲华镇。
| 澄海政区 |            | 街道/鎮    | 下轄區域      | 面積（km²） | 邮政编码   |
| --- | ---------- | ---------- | ------------- | ----------- | ---------- |
| 盐 鸿 镇 莲 华 镇 东 里 镇 溪 南 镇 隆 都 镇 上 华 镇 莲 上 镇 莲 下 镇 凤 翔 街 道 广 益 街 道 澄 华 街 道 | 街道办事处 | 街道办事处 | 街道办事处    | 街道办事处  | 街道办事处 |
| 盐 鸿 镇 莲 华 镇 东 里 镇 溪 南 镇 隆 都 镇 上 华 镇 莲 上 镇 莲 下 镇 凤 翔 街 道 广 益 街 道 澄 华 街 道 |            | 澄华街道   | 10社区        | 13.05       | 515800     |
| 盐 鸿 镇 莲 华 镇 东 里 镇 溪 南 镇 隆 都 镇 上 华 镇 莲 上 镇 莲 下 镇 凤 翔 街 道 广 益 街 道 澄 华 街 道 |            | 广益街道   | 11社区        | 16.3        | 515800     |
| 盐 鸿 镇 莲 华 镇 东 里 镇 溪 南 镇 隆 都 镇 上 华 镇 莲 上 镇 莲 下 镇 凤 翔 街 道 广 益 街 道 澄 华 街 道 |            | 凤翔街道   | 19社区        | 41.46       | 515800     |
| 盐 鸿 镇 莲 华 镇 东 里 镇 溪 南 镇 隆 都 镇 上 华 镇 莲 上 镇 莲 下 镇 凤 翔 街 道 广 益 街 道 澄 华 街 道 | 鎮         |            |               |             |            |
| 盐 鸿 镇 莲 华 镇 东 里 镇 溪 南 镇 隆 都 镇 上 华 镇 莲 上 镇 莲 下 镇 凤 翔 街 道 广 益 街 道 澄 华 街 道 |            | 莲下镇     | 30行政村      | 56.09       | 515834     |
| 盐 鸿 镇 莲 华 镇 东 里 镇 溪 南 镇 隆 都 镇 上 华 镇 莲 上 镇 莲 下 镇 凤 翔 街 道 广 益 街 道 澄 华 街 道 |            | 莲上镇     | 8行政村       | 29.5        | 515833     |
| 盐 鸿 镇 莲 华 镇 东 里 镇 溪 南 镇 隆 都 镇 上 华 镇 莲 上 镇 莲 下 镇 凤 翔 街 道 广 益 街 道 澄 华 街 道 |            | 莲华镇     | 17行政村      | 20          | 515827     |
| 盐 鸿 镇 莲 华 镇 东 里 镇 溪 南 镇 隆 都 镇 上 华 镇 莲 上 镇 莲 下 镇 凤 翔 街 道 广 益 街 道 澄 华 街 道 |            | 东里镇     | 3社区19行政村 | 35          | 515829     |
| 盐 鸿 镇 莲 华 镇 东 里 镇 溪 南 镇 隆 都 镇 上 华 镇 莲 上 镇 莲 下 镇 凤 翔 街 道 广 益 街 道 澄 华 街 道 |            | 溪南镇     | 21行政村      | 41          | 515832     |
| 盐 鸿 镇 莲 华 镇 东 里 镇 溪 南 镇 隆 都 镇 上 华 镇 莲 上 镇 莲 下 镇 凤 翔 街 道 广 益 街 道 澄 华 街 道 |            | 盐鸿镇     | 1社区8行政村  | 38          | 515828     |
| 盐 鸿 镇 莲 华 镇 东 里 镇 溪 南 镇 隆 都 镇 上 华 镇 莲 上 镇 莲 下 镇 凤 翔 街 道 广 益 街 道 澄 华 街 道 |            | 上华镇     | 14行政村      | 43          | 515824     |
| 盐 鸿 镇 莲 华 镇 东 里 镇 溪 南 镇 隆 都 镇 上 华 镇 莲 上 镇 莲 下 镇 凤 翔 街 道 广 益 街 道 澄 华 街 道 |            | 隆都镇     | 1社区14行政村 | 34          | 515825     |

澄海东临南海，北边、西边、南边分别与潮州市湘桥区、饶平县，潮州市潮安区，汕头市龙湖区交界。

## 人口
根據第七次全国人口普查數據，截至2020年11月1日零時，澄海區常住人口為874444人。

## 气候
澄海区地处亚热带，属亚热带季风气候。北面因凤凰山、莲花山作天然屏障，冬季干冷气流南侵强度弱；面临南海，境内水域面积宽广，夏季受热带海洋暖湿气流影响大。其四季气候特征为：高温多雨，雨热同季，酷热期短，雨量多集中于春夏两季，无霜期长，四季不甚分明。 
澄海区年平均日照总时数为2217.7小时，日照百分率达51%；年平均气温21.2℃；全年无霜期362天；年平均降雨量1443.7毫米。全区的灾害性天气主要有低温、霜冻、低温阴雨、寒露风、台风、“龙舟水”、春旱秋旱等。

## 经济
澄海最为发达的产业是玩具业以及羊毛衫。2009年，澄海区GDP总值200.13亿元，占整个汕头市近1/5。 澄海区是中国国内最大的玩具生产和出口集散地，2010年，澄海的玩具产值出口总额为21.5亿美元，占中国内地玩具出口总额的20％。
澄海上市公司市值与数量居粤东之首。截至2012年有8家上市公司。

## 教育
全区现有中小学校152所，其中小学123所（公办122所，民办1所），中学29所（初级中学15所，完全中学10所，高级中学4所）；省一级学校7所（其中小学2所，初级中学1所，高级中学4所），市一级学校4所，区一级学校31所，达标学校21所；幼儿园194所。职业技术学校1所（加挂职业教育中心、广播电视大学牌子）；特殊教育学校1所。其中澄海中学是澄海最早的国家级示范级高中，澄海实验高级中学已通过广东省国家级示范性普通高中初期督导验收。

## 国家级非物质文化遗产代表性项目
- 澄海灯谜

## 交通

澄海区境内主要交通干道

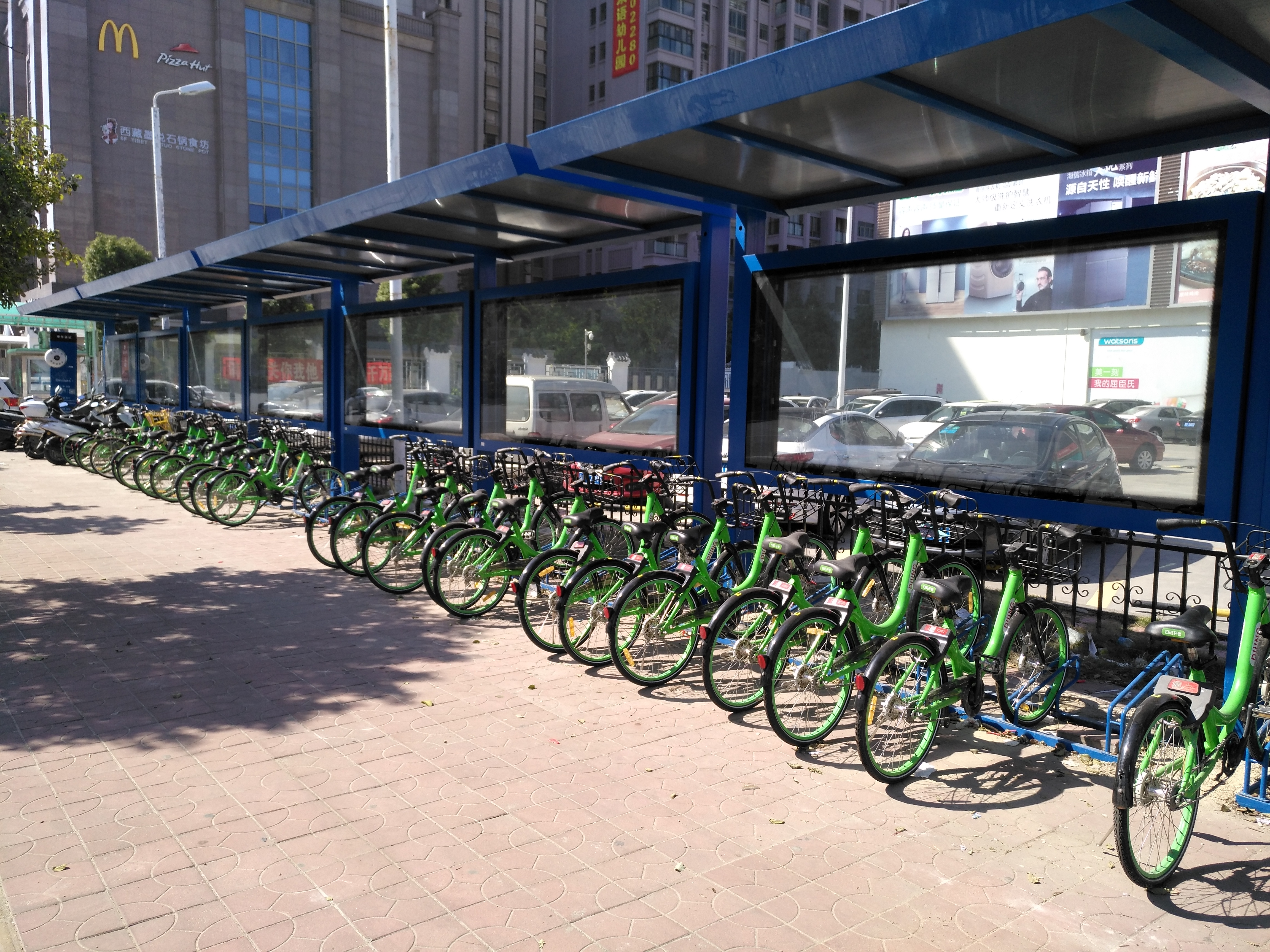
位于澄海区福昆线卜蜂莲花的一处叮嗒出行单车停放点

澄海区境为河溪水道纵横分割，古时陆路交通并不发达，以水运为主，晚清民国时期曾筑有潮汕铁路、汕樟轻便车路於澄海境内设有多处站点。民国16年（1927年）始筑有公路，并逐步发展至今日之道路网络。
- 沈海高速 汕汾高速公路 沈海高速公路的一部分，于区境西部过境，在本区澄华街道设有湖心出入口、隆都镇设有店市出入口。
- G324 324国道自东北部饶平县进入澄海区，途经盐鸿镇，东里镇，溪南镇，莲上镇，莲下镇，广益街道，澄华街道，向南进入龙湖区外砂镇。
- S231安澄公路起点位于澄海区莲下镇湾头，与G324连接，经莲下镇、隆都镇进入潮州市湘桥区。在隆都镇店市与汕汾高速公路连接。
- S335樟公公路起点位于澄海区东里镇樟林，与G324连接，途经东里镇，莲华镇进入潮州市湘桥区。
- S336澄南公路起点位于澄海区澄华街道，与G324连接，经莱长渡口或南澳跨海大桥进入南澳县，是汽车进入南澳的唯一通道。

厦深铁路在区境西部过境，但在本区并没有设置车站。

## 风景区

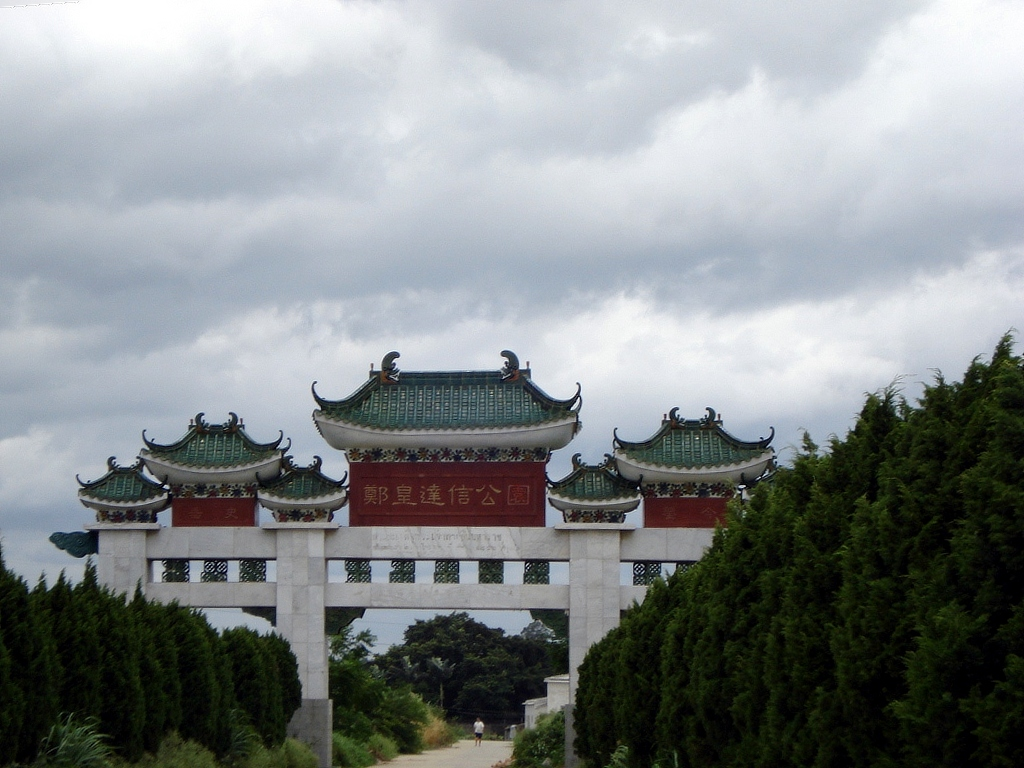
郑信衣冠墓入口

澄海区的旅游景点有莱芜省级旅游度假区、陈慈黉故居、莲花山温泉度假村、塔山风景区、郑信衣冠墓、程洋岗古村落、红头船公园、秦牧故居。